# Paavo Nuotio
Paavo Nuotio, né le 13 mars 1901 à Heinola et mort le 14 novembre 1968 à Lahti, est un sauteur à ski, spécialiste finlandais du combiné nordique et joueur de pesapallo.

## Biographie
Paavo Nuotio, qui a commencé pour le club Lahden Hiihtoseura, a connu le succès en saut à ski et le combiné nordique. Aux Jeux olympiques d'hiver de 1928 à Saint-Moritz, il a couru dans les deux disciplines. Il a atteint la 12e place en saut à ski avec des sauts à 50 et 56 mètres. En combiné nordique, il a terminé 4e derrière les norvégiens Johan Grøttumsbråten, Hans Vinjarengen et John Snersrud. Il est le premier étranger à avoir fait un podium dans le combiné nordique au Festival de ski d'Holmenkollen. Il a écrit avec Lauri Valonen le premier manuel d'entraînement sur le saut à ski,.
En pesapallo, il a remporté le Championnat de Finlande en 1925 (fi) avec le club de Lahden Suojeluskunta. Il a, de nouveau, remporté le championnat entre 1929 (fi) à 1932 (fi) avec Lahden Mailaveikot (fi).

## Palmarès

### Jeux olympiques
| Épreuve / Édition | St-Moritz 1928 |
| Combiné nordique  | 4e             |
| Saut à ski        | 12e            |

### Championnats du monde
| Épreuve / Édition | Lahti 1926 | Zakopane 1929 |
| Combiné nordique  | 20e        |               |
| Saut à ski        | Non classé | 8e            |

### Championnat de Finlande
- Il remporte le championnat de Finlande en saut à ski (fi) en 1925, 1926, 1927 et 1932.

### Jeux du ski de Lahti
- Il remporte cette compétition en 1928 en combiné nordique (no).
- Il remporte cette compétition en 1925, 1927 et 1932 en saut à ski (no)[5]. Il termine deuxième en 1924.

### Festival de ski d'Holmenkollen
- Il a terminé troisième dans cette compétition en combiné nordique (no) en 1928.

## Publications
- Paavo Nuotio et Lauri Valonen, Mäenlaskun opas, 1933 (lire en ligne)